# カジノホールデム
カジノホールデムとはカジノのギャンブルゲームである。Stephen Au-Yeungによって導入されたポーカーゲームで他のプレーヤーとではなく、カジノ（ディーラー）と1対1で行う。

## 歴史
Stephen Au-Yeungは1990年代後半、テキサスホールデム（Texas Hold’Em）のポーカーをプレーするため、トレーニング用のツールとしてこのゲームを考案した。その後2000年にハウスゲームに発展した後、2013年にversion-2で使用承認を受けると、2017年にはGolden NuggetのLive-dealer Online-Casinoがオンラインカジノでゲームとして開始した。今では世界中でプレーされていて、100以上のライブカジノ及び、1000以上のオンラインカジノでプレーされている。

## ポーカー用語
ベットプレイヤーがお金をかけること
アンティポーカーにおいてラウンド参加時に要求される掛け金のこと
ハンドプレイヤーの最高の5枚のカード。決まり手のこと
コールベットの金額に応じて掛け金を支払うこと
フォールドプレイヤーがお金をかけることをせず、カードを捨てること（賭けを降りること）
コンプリートハンド5枚全てのカードが役となること。ストレート、フラッシュ、フルハウス、ストレートフラッシュ（フォーカードは倍率は高いが4枚の為これには該当しない）

## ルール
- ゲームは標準の52枚のカードデッキで行われる
- 各プレイヤーは掛け金を出す
- プレイヤーとディーラーはどちらも2枚のカードを配られている（裏向き）
- 3枚のカードがボードに配られる。（最終的なカード枚数）
- 自分のカードをチェックした後a)それ以上プレーしないでフォールドし、掛け金を失うb)掛け金を2倍にするコールベットを行う。のどちらかを選択する
- プレイヤーがコールベットをしたらディーラーはさらに2枚のカードを配り計5枚となる
- プレイヤーとディーラーは最初の2枚+5枚のボードのカードから5枚のポーカーハンドを作る
- 各プレイヤーとディーラーの手札が比較される
- ディーラーが資格を得る為には4以上のペアを持つ必要がある
- ディーラーの資格があり、a)プレイヤーのハンドの方が優れている場合配当を貰うb)ハンドが等しければプッシュされるc)ディーラーのハンドが優れている場合掛け金を失う

## 配当について
カジノホールデムではプレイヤーのハンドが優れていればより多くの配当を貰えるようになっている。ロイヤルストレートフラッシュの場合100倍、ストレートフラッシュの場合20倍、4カードの場合10倍、フルハウスの場合3倍、フラッシュの場合2倍の配当を得ることができる。